# The Ashes

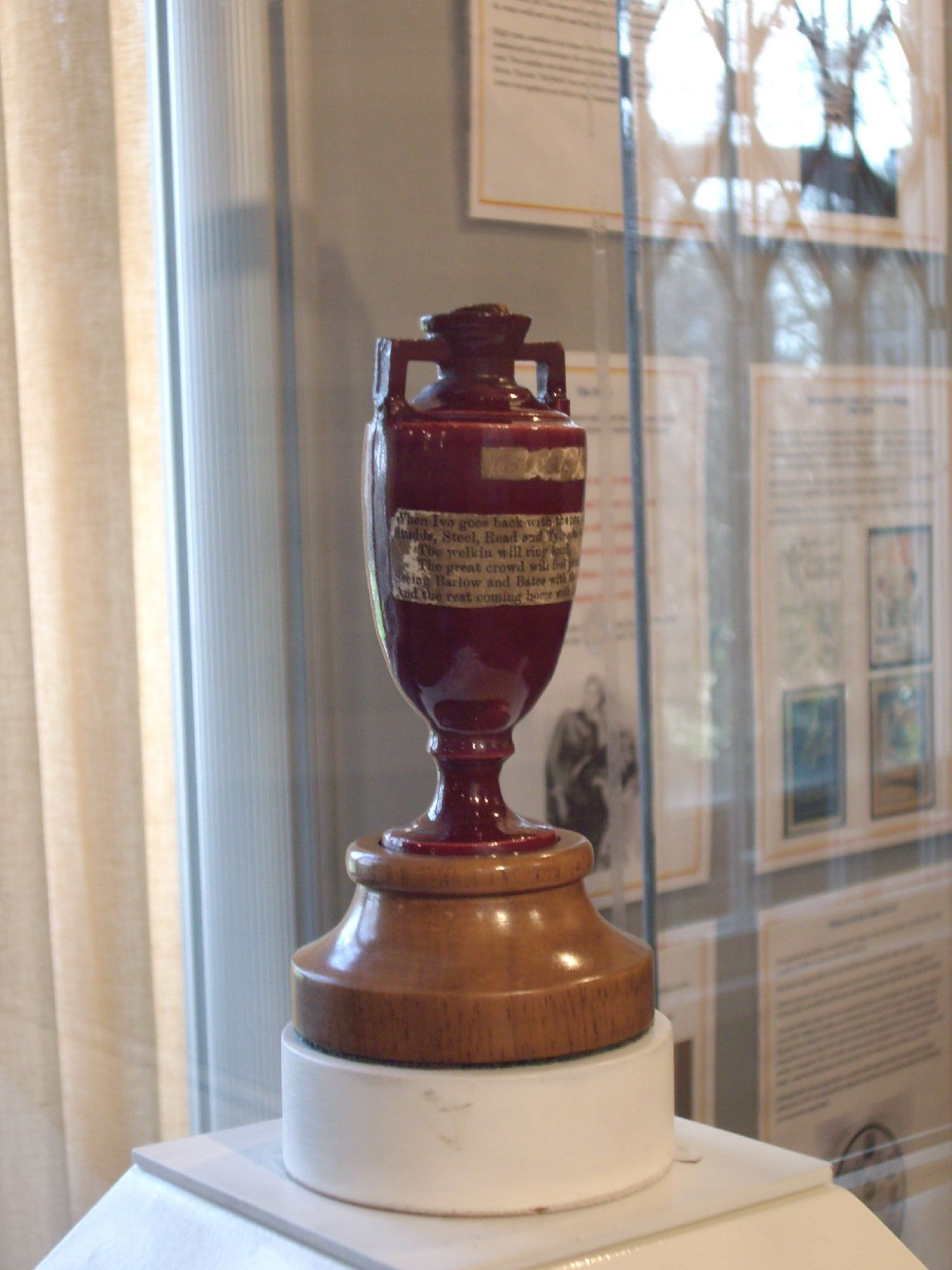
De urn die as bevat, waarschijnlijk van bails (onderdeel van het wicket)

The Ashes is sinds 1882 een serie testcricketwedstrijden tussen het nationale cricketelftal van Engeland en Australië.
Sinds 1882 worden de series gehouden, meestal om de twee jaar, afwisselend in Engeland en Australië. Cricket is een zomersport en door de wisselende halfronden worden de wedstrijden om de achttien en dertig maanden gehouden. Het is in het cricket een van internationale wedstrijden met de meeste rivaliteit. Op dit moment bestaat een serie van de "The Ashes" uit vijf testmatches van twee innings per land. In de winter van 2013–14 worden The Ashes slechts enkele maanden na de vorige serie gehouden zodat de vierjaarlijkse wedstrijd in Australië niet meer vlak voor het wereldkampioenschap cricket plaatsvindt.

## Naamgeving
De naam "The Ashes" (de as) komt uit een satirisch artikel uit de The Sporting Times in 1882. In The Oval versloeg Australië Engeland voor het eerst op eigen bodem. In het artikel werd gesteld dat het Engelse cricket was overleden en "the body will be cremated and the ashes taken to Australia" (Het lichaam zal worden gecremeerd en de as zal worden meegenomen naar Australië). De daarop volgende tour van Engeland naar Australië (in 1882-1883), werd gedoopt als "The quest to regain The Ashes" (De zoektocht om de as terug te krijgen).
De urn is tegenwoordig te bezichtigen in het MCC Museum in Lord's Cricket Ground, in Londen.

## Wedstrijden
Na 72 edities is de tussenstand anno 2022 als volgt:
| Team      | Series | Gewonnen | Verloren | Gelijk |
| --------- | ------ | -------- | -------- | ------ |
| Australië | 73     | 34       | 32       | 7      |
| Engeland  | 73     | 32       | 34       | 7      |